# Domenico Grandi
Domenico Grandi (Róma, 1849. november 14. – Corinaldo, Marche, 1937. január 22.) olasz tábornok, politikus, 1914-ben, az első világháború kitörésekor az Olasz Királyság hadügyminisztere.

## Élete
Domenico Grandi 1849. november 14-én született Rómában, Girolamo Grandi és Elena Rossi gyermekeként. 1867. november 2-án gyalogsági és lovassági katonai végzettséget szerzett, 1875-ben pedig elvégezte a katonatiszti főiskolát. 1870-ben részt vett Róma elfoglalásában, amellyel gyakorlatilag befejeződött az olasz egység megteremtése. 1888-ban az olasz hadügyminisztérium afrikai részlegének vezetője lett. 1890-ben részt vett az Olasz Királyság gyarmati harcaiban Afrikában. Emellett kétszer Senigallia képviselőjének is megválasztották.
1895. augusztus 18-án kinevezték ezredesnek, 1900. október 21-én pedig elérte a dandártábornok rendfokozatot. 1914. március 24-én az első Salandra-kormány hadügyminiszterévé nevezték ki. Ezen tisztséget 1914. október 11-ig látta el. Utóda Vittorio Italico Zupelli lett. 1915 és 1918 között altábornagyi rangban hadtestparancsnokként részt vett az első világháborúban. Pályafutása során számos kitüntetést kapott. A háború után leszerelt és számos képviselő testület tagja volt. 1937. január 22-én hunyt el Corinaldóban, Marche tartományban.